# Cantonul Laxou
Cantonul Laxou este un canton din arondismentul Nancy, departamentul Meurthe-et-Moselle, regiunea Lorena, Franța.

## Comune
| Comune            | Populație (1999) | Cod poștal | Cod INSEE |
| ----------------- | ---------------- | ---------- | --------- |
| Laxou             | 14 812           | 54520      | 54304     |
| Villers-lès-Nancy | 14 341           | 54600      | 54578     |